# Хорамали (Цівільський район)
Хорама́ли (рос. Хорамалы, чув. Хурамал) — присілок у складі Цівільського району Чувашії, Росія. Входить до складу Конарського сільського поселення.
Населення — 229 осіб (2010; 234 у 2002).
Національний склад:
- чуваші — 99 %